# Ота Гјуичи
Ота Изумо Гјуичи (јап. 太田 牛一, 1527–1613), познат и под именом Ота Матасуке Нобусада, био је јапански самурај и хроничар из 16. века. Његово најзначајније дело је Хроника господара Нобунаге, довршена око 1610. године, најважнији примарни извор за рани живот и каријеру Ода Нобунаге, једног од ујединитеља Јапана у периоду Сенгоку.

## Биографија
Ота Гјуичи рођен је 1527. у селу Ађики у округу Касугај провинције Овари, а умро је 1613. У сопственој хроници први пут се помиње као прост пешадинац (ашигару) у служби Шибата Катсује-а у бици код замка Кијосу (1553). Неколико година касније помиње се као један од Нобунагиних соколара, а у биткама код тврђаве Добора (1565) и Анегаве (1570) помиње се као врстан стрелац и ратник хваљен од самог Нобунаге. Почев од Нобунагиног заузимања Кјота 1568. Гјуичијев живот може се пратити на основу независних писаних извора (сачувана писма, регистри и рачуни у храму Камигано у Кјоту) који га помињу као једног од Нобунагиних административних службеника у периоду од 1569. до 1582, а сачувана писма из 1575. показују да је неко време провео као секретар Нобунагиног генерала Нива Нагахиде-а. После Нобунагине смрти 1582. Гјуичи је од Нива Нагахиде-а добио посед са приходом од 2.000 коку-а и живео је повучено, али га је до 1589. Тојотоми Хидејоши поново позвао у државну службу, па је радио на попису земљишта у провинцији Јамаширо. 1590. Хидејоши га је поставио за надзорника (интенданта), тј. сакупљача пореза у јужном Јамаширо-у и северном Оми-ју. У току Хидејошијевог похода на Кореју (1592-1598) Гјуичи је био војни интендант, а после Хидејошијеве смрти остао је у служби његовог сина Тојотоми Хидејорија вероватно све до своје смрти. Као очевидац и учесник многих догађаја у каријери Ода Нобунаге, у дубокој старости написао је Хронику господара Нобунаге.